# Alva M. Lumpkin
Alva Moore Lumpkin, född 13 november 1886 i Milledgeville, Georgia, död 1 augusti 1941 i Washington, D.C., var en amerikansk demokratisk politiker och jurist. Han representerade delstaten South Carolina i USA:s senat från 22 juli 1941 fram till sin död den 1 augusti samma år.
Lumpkin avlade 1908 juristexamen vid University of South Carolina. Han tjänstgjorde som domare i en federal domstol 1939–1941. Senator James F. Byrnes avgick 1941 och Lumpkin blev utnämnd till senaten.
Lumpkins tid som senator blev mycket kort. Han avled i ämbetet och gravsattes på Elmwood Cemetery i Columbia.